# Coupe d'Algérie de football 2008-2009
Navigation
Coupe d'Algérie
2007-2008 Coupe d'Algérie
2009-2010
La Coupe d'Algérie de football 2008-2009 voit le sacre du CR Belouizdad, qui bat le CA Bordj Bou Arreridj en finale.
C'est la 6e Coupe d'Algérie remportée par le CR Belouizdad et c'est la toute première fois que le CA Bordj Bou Arreridj atteint la finale de cette compétition.

## Avant Dernier Tour Régional
| Ligue d'Alger 4e et Avant Dernier tour régional (01/12/2008 à 14h 30)   |                          |               |                                |  |  |                             |
| 1                                                                       | NARB Reghaia             | 2-1           | ES Sour El Ghozlane            |  |  |                             |
| 2                                                                       | JSM Cheraga              | 2-1           | ES Madina Djadida              |  |  |                             |
| 3                                                                       | CRB Dar El Beida         | 0-2           | EC Oued Smar                   |  |  |                             |
| 4                                                                       | WA Rouiba                | 0-0 t.a.b     | NR Bouchaoui                   |  |  |                             |
| 5                                                                       | IB Lakhdaria             | 1-2           | ASC Eucalyptus                 |  |  |                             |
| 6                                                                       | OC Beaulieu              | 2-0           | JS El Biar                     |  |  |                             |
| 7                                                                       | IB Khemis El Khechna     | 1-0           | RC Boumerdès                   |  |  |                             |
| 8                                                                       | CRB Bordj El Kiffan      | 2-1           | Hydra AC                       |  |  |                             |
| 9                                                                       | JS Tichy                 | 2-0           | OC Azzazga                     |  |  |                             |
| 10                                                                      | ES Ben Aknoun            | 1-1 t.a.b     | JLC Douéra                     |  |  |                             |
| Ligue de Blida Avant Dernier tour régional (// à 14h 30)                |                          |               |                                |  |  |                             |
| 1                                                                       | SKAF Khemis Miliana      | -             |                                |  |  |                             |
| 2                                                                       | USMM Hadjout             | -             |                                |  |  |                             |
| 3                                                                       | ESM Koléa                | -             |                                |  |  |                             |
| 4                                                                       | SC Ain Defla             | -             |                                |  |  |                             |
| 5                                                                       | CC Rouina                | -             |                                |  |  |                             |
| 6                                                                       | WA Boufarik              | -             |                                |  |  |                             |
| 7                                                                       | IB Mouzaia               | -             |                                |  |  |                             |
| 8                                                                       | ES Berrouaghia           | -             |                                |  |  |                             |
| 9                                                                       | CR Zaouia                | -             |                                |  |  |                             |
| 10                                                                      | IR Ouled Naïl            | -             |                                |  |  |                             |
| Ligue d'Oran 3e et Avant Dernier tour régional (// à 14h 30)            |                          |               |                                |  |  |                             |
| 1                                                                       | O Arzew 3                | -             | IRB Sidi Lakhdar               |  |  | Mostaganem                  |
| 2                                                                       | CRB Ain El Turck         | -             | RCB Oued R'hiou                |  |  | Mostaganem                  |
| 3                                                                       | IRB Boutlélis            | -             | US Remchi                      |  |  | Témouchent                  |
| 4                                                                       | WA Tlemcen               | 2-2 t.a.b 3-1 | ASM Oran                       |  |  | Témouchent                  |
| 5                                                                       | SCM Oran                 | 0-0 t.a.b 3-4 | MC Oran                        |  |  | Bouakeul /Oran              |
| 6                                                                       | ES Mostaganem            | 2-2 t.a.b 3-2 | CR Témouchent                  |  |  | Benahmed /Oran              |
| 7                                                                       | MB Sidi Chami            | -             | FC Oran                        |  |  | Toula /Oran                 |
| 8                                                                       | OM Arzew                 | 0-1           | USM Bel Abbès                  |  |  | Relizane                    |
| 9                                                                       | IRM Bel Abbès            | -             | ES Araba                       |  |  | El Amria                    |
| 10                                                                      | IRB Maghnia              | 3-0           | USM Oran                       |  |  | Bel Abbès                   |
| 11                                                                      | JS Emir Abdelkader       | -             | WA Mostaganem                  |  |  | Bethioua                    |
| 12                                                                      | RC Relizane              | 0-3           | US Mostaganem                  |  |  | Ain Tedles                  |
| Ligue de Saida 4e et Avant Dernier tour régional (11/12/2008 à 14h 30)  |                          |               |                                |  |  |                             |
| 1                                                                       | IRB Oued Taria           | 1-3           | WAB Tissemsilt                 |  |  | Frenda                      |
| 2                                                                       | ARB Ghriss               | 2-2 t.a.b 1-3 | JSM Tiaret                     |  |  | Hassaien Lakehal /Tighennif |
| 3                                                                       | SC Mecheria              | 1-2           | MB Hassasna                    |  |  | Meflah Aoued /Mascara       |
| 4                                                                       | IRB Youb                 | 0-1           | IS Tighennif                   |  |  | 1 Novembre / Oued Taria     |
| 5                                                                       | CRB Bouhenni (W Mascara) | 1-0           | ESB Dahmouni                   |  |  | Hassaien Lakehal /Mascara   |
| 6                                                                       | IRB Sougueur             | 3-1           | IR Mecheria                    |  |  | Meflah Aoued /Mascara       |
| 7                                                                       | ES Boukhors Saida        | 3-2           | IRB Ain Dheb                   |  |  | Ain Hadid                   |
| 8                                                                       | JS Sig                   | 1-3           | GC Mascara                     |  |  | El Bordj                    |
| 9                                                                       | CRB Tizi                 | 0-0 t.a.b 4-5 | CC Sig                         |  |  | Froha                       |
| 10                                                                      | SA Mohamadia             |               | Exempt                         |  |  |                             |
| Ligue de Constantine Avant Dernier tour régional (01/12/2008 à 14h 30)  |                          |               |                                |  |  |                             |
| 1                                                                       | HB Chelghoum Laid        | 0-1           | SA Sétif                       |  |  |                             |
| 2                                                                       | JSB Tadjenanet           | 0-3           | CR Ain M'lila                  |  |  |                             |
| 3                                                                       | FC Bir El Arch           | 2-0           | CRB Berriche                   |  |  |                             |
| 4                                                                       | USM Ain Beida            | 1-0           | MB Kaous                       |  |  |                             |
| 5                                                                       | US Chaouia               | 1-3           | ES Collo                       |  |  |                             |
| 6                                                                       | ASC Ouled Zouaï          | 0-1           | JB Ain Kercha                  |  |  |                             |
| 7                                                                       | USC Ouled Adouane        | 0-3           | AS Ain M'lila                  |  |  |                             |
| 8                                                                       | NRB Grarem               | 1-2           | JS Djijel                      |  |  |                             |
| 9                                                                       | NR Bekkouche Lakhdar     | 2-0           | IRB Cheraïa                    |  |  |                             |
| 10                                                                      | CRB El Milia             | 1-3           | WHA Constantine (Haï Abbes)    |  |  |                             |
| Ligue de Batna Avant Dernier tour régional (// à 14h 30)                |                          |               |                                |  |  |                             |
| 1                                                                       |                          | -             | n.c                            |  |  |                             |
| 2                                                                       |                          | -             | n.c                            |  |  |                             |
| 3                                                                       |                          | -             | n.c                            |  |  |                             |
| 4                                                                       |                          | -             | n.c                            |  |  |                             |
| 5                                                                       |                          | -             | n.c                            |  |  |                             |
| 6                                                                       |                          | -             | n.c                            |  |  |                             |
| 7                                                                       |                          | -             | n.c                            |  |  |                             |
| 8                                                                       |                          | -             | n.c                            |  |  |                             |
| Ligue de Annaba 3e et Avant Dernier tour régional (13/12/2008 à 14h 30) |                          |               |                                |  |  |                             |
| 1                                                                       | ES Souk Ahras            | 1-0           | CRB Oued Zenati                |  |  |                             |
| 2                                                                       | HAMRA Annaba             | 3-3 t.a.b 3-0 | IRB Sidi Amar                  |  |  |                             |
| 3                                                                       | NRB Chréa                | 2-1           | CM Horeicha                    |  |  |                             |
| 4                                                                       | JM Sidi Salem            | 1-3           | WMM Tebessa                    |  |  |                             |
| 5                                                                       | IRB El Hadjar            | 5-0           | ESM Guelma                     |  |  |                             |
| 6                                                                       | Amel Université Annaba   | 3-1           | RB Ain Makhlouf                |  |  |                             |
| 7                                                                       | ES Guelma                | 3-2           | Olympique El-Moukaouama Annaba |  |  |                             |
| 8                                                                       | UMS Daghoussa            | 2-0           | ESB Besbes                     |  |  |                             |
| 9                                                                       | OS Sidi Belgacem         | 1-0           | CSA El-Amel Guelma             |  |  |                             |
| 10                                                                      | OS Ouenza                | 2-0           | CRS Annaba                     |  |  |                             |
| Ligue de Béchar Avant Dernier tour régional 1999                        |                          |               |                                |  |  |                             |
| 1                                                                       |                          | -             | n.c                            |  |  |                             |
| 2                                                                       |                          | -             | n.c                            |  |  |                             |
| 3                                                                       |                          | -             | n.c                            |  |  |                             |
| 4                                                                       |                          | -             | n.c                            |  |  |                             |
| 5                                                                       |                          | -             | n.c                            |  |  |                             |
| Ligue de Ouargla Avant Dernier tour régional (// à 14h 30)              |                          |               |                                |  |  |                             |
| 1                                                                       |                          | -             | n.c                            |  |  |                             |
| 2                                                                       |                          | -             | n.c                            |  |  |                             |
| 3                                                                       |                          | -             | n.c                            |  |  |                             |
| 4                                                                       |                          | -             | n.c                            |  |  |                             |
| 5                                                                       |                          | -             | n.c                            |  |  |                             |
| 6                                                                       |                          | -             | n.c                            |  |  |                             |

## Soixante-quatrièmes de finale
Dernier tour régional
| Ligue d'Alger 15 Décembre 2008  |                      |               |                        |  |  |                               |
| 1                               | ES Ben Aknoun        | 2-1           | ASC Eucalyptus         |  |  |                               |
| 2                               | Paradou AC           | 3-2           | JSM Cheraga            |  |  |                               |
| 3                               | WA Rouiba            | 1-3           | CRB Bordj El Kiffan    |  |  |                               |
| 4                               | OMR El Annasser      | 2-1           | EC Oued Smar           |  |  |                               |
| 5                               | WR Bentalha          | 2-0           | NARB Reghaia           |  |  |                               |
| 6                               | JS Tichy             | 0-1           | OC Beaulieu            |  |  |                               |
| 7                               | IB Khemis El Khechna | 2-1           | MO Bejaia              |  |  |                               |
| Ligue de Blida le 11-12-2008    |                      |               |                        |  |  |                               |
| 1                               | ESM Koléa            | 4-3           | CR Zaouia              |  |  |                               |
| 2                               | SC Ain Defla         | 5-4           | IB Mouzaia             |  |  |                               |
| 3                               | ES Berrouaghia       | 1-3           | CC Rouina              |  |  |                               |
| 1                               | WA Boufarik          | 1-2           | SKAF Khemis Miliana    |  |  |                               |
| 2                               | USMM Hadjout         | 2-1           | IR Ouled Naïl          |  |  |                               |
| Ligue d'Oran 12-12-2008         |                      |               |                        |  |  |                               |
| 1                               | MC Oran              | 1-0           | RCB Oued R'hiou        |  |  | stade Unité Africain /Mascara |
| 2                               | WA Tlemcen           | 1-0           | WA Mostaganem          |  |  | stade                         |
| 3                               | ES Mostaganem        | 2-0           | MB Sidi Chami          |  |  | stade                         |
| 4                               | IRB Maghnia          | 0-0 t.a.b 4-3 | USM Bel Abbès          |  |  | stade                         |
| 5                               | US Remchi            | 4-2           | ES Araba               |  |  | stade                         |
| 6                               | O.Arzew "3"          | 0-0 t.a.b 4-3 | US Mostaganem          |  |  | stade                         |
| Ligue de Saida 15-12-2008       |                      |               |                        |  |  |                               |
| 1                               | GC Mascara           | 2-1           | JSM Tiaret             |  |  | stade Saida                   |
| 2                               | SA Mohamadia         | -             | CC Sig                 |  |  | stade Meflah /Mascara         |
| 3                               | IRB Sougueur         | -             | CRB Bouhenni           |  |  | stade El Bordj                |
| 4                               | WAB Tissemsilt       | -             | MB Hassasna            |  |  | stade Tighennif               |
| 5                               | IRB Ain Dhab         | -             | IS Tighennif           |  |  | stade Tiaret                  |
| Ligue de Batna 15-12-2008       |                      |               |                        |  |  |                               |
| 1                               | USM Khenchela        | -             |                        |  |  | stade                         |
| 2                               | CA Batna             | -             |                        |  |  | stade                         |
| 3                               | ROC Ras El Oued      | -             |                        |  |  | stade                         |
| 4                               | AS Bordj Ghedir      | -             |                        |  |  | stade                         |
| 5                               | NRB Tazouguert       | -             |                        |  |  | stade                         |
| Ligue de Annaba 16-12-2008      |                      |               |                        |  |  |                               |
| 1                               | OS Ouenza            | 0-1           | ES Guelma              |  |  |                               |
| 2                               | ES Souk Ahras        | 2-0           | USM Daghoussa          |  |  |                               |
| 3                               | IRB El Hadjar        | 1-0           | OS Sidi Belgacem       |  |  |                               |
| 4                               | NRB Chréa            | 3-1           | Amel Université Annaba |  |  |                               |
| 5                               | HAMRA Annaba         | 1-2           | WMM Tebessa            |  |  |                               |
| Ligue de Constantine 15-12-2008 |                      |               |                        |  |  |                               |
| 1                               | CS Constantine       | 2-1           | SA Sétif               |  |  | stade                         |
| 2                               | JSM Skikda           | 0-0 t.a.b 4-2 | FC Bir El Arch         |  |  | stade                         |
| 3                               | USM Sétif            | 1-0           | WHA Constantine        |  |  | stade                         |
| 4                               | ES Collo             | 2-0           | MO Constantine         |  |  | stade                         |
| 5                               | JS Djijel            | 1-0           | AS Ain M'lila          |  |  | stade                         |
| 6                               | NR Bekkouche Lakhdar | 2-1           | USM Ain Beida          |  |  | stade                         |
| Ligue de Ouargla 15-12-2008     |                      |               |                        |  |  |                               |
| 1                               | NRB Touggourt        | -             |                        |  |  | stade                         |
| 2                               | MC Mekhadma          | -             |                        |  |  | stade                         |
| 3                               | HB Ghardaia          | -             |                        |  |  | stade                         |
| 4                               | NT Souf              | -             |                        |  |  | stade                         |
| 5                               | ASC Ouargla          | -             |                        |  |  | stade                         |
| 6                               | MB Baida             | -             |                        |  |  | stade                         |
| Ligue de Bechar 15-12-2008      |                      |               |                        |  |  |                               |
| 1                               | CRB Ain Sefra        | -             |                        |  |  | stade                         |
| 2                               | ES Bechar            | -             |                        |  |  | stade                         |

## Trente-deuxièmes de finale
Matchs joués le jeudi  15 janvier 2009.(90 buts /32 matchs) .
| Club 1                     | Résultat              | Club 2                   | buteurs                                                                 | Stade |
| -------------------------- | --------------------- | ------------------------ | ----------------------------------------------------------------------- | --- |
| CA Bordj Bou Arreridj (d1) | 1 - 0                 | SKAF Khemis Miliana (d4) | bouharbit 8                                                             | à rouiba |
| ES Sétif (d1)              | 1 - 0 ap              | USM El Harrach (d1)      | djediat 112                                                             | à bouira * (match télévisé)                                                                                          |
| OC Beaulieu (d3)           | 1 - 2                 | MC Saïda (d1)            | sahraoui 8 / bouhafs 66 , haddad 87                                     | à chlef |
| JS Kabylie (d1)            | 0 - 0 ap (1 - 4 tab)  | ASO Chlef(d1)            | /                                                                       | à koléa |
| ES Guelma (d4)             | 3 - 0                 | HB Ghardaïa (d ..)       | daasse 10 , chekati 55 , yahiaoui 89 .                                  | à boussaada . |
| O.Arzew "3"                | 3 - 1 ap              | USM Khenchela            | gaid 79 , kadem 104 , riri 114 s pen / samer 55 .                       | stade du 20 aout 55 d'Alger .                                                                                        |
| ES Mostaganem              | 2 - 1                 | CRB Bordj El Kiffan      | touaoula 69 , medjahed 95 / boussaadi 87 .                              | à ain defla . |
| WA Tlemcen                 | 2 - 0                 | NRB Touggourt            | chaib 33 , tebbal 41 .                                                  | à bologhine |
| WR Bentalha                | 0 - 3                 | MC Oran (D2)             | belegh 32 , kechamli 67 , bengorine 71 .                                | à tiaret |
| NR Bekkouche Lakhdar       | 0 - 1                 | JSM Skikda               |                                                                         | Stade Boutias - El Milia                                                                                             |
| MC El Eulma                | 3 - 0                 | AS Bordj Ghedir          | gasmi 27 , 48 , bekrar 87 .                                             | Stade 8 mai 1945 - Sétif                                                                                             |
| ES Ben Aknoun              | 2 - 1                 | CRB Ain Sefra            | abed 26 , 72 s pen / ait oumelssaoui 60 .                               | Stade de Meflah Aoued, (Mascara)                                                                                     |
| ES Collo                   | 0 - 0 ap (4 - 3 tab)  | IB Khemis El Khechna     | /                                                                       | stade guessab mohamed de sétif .                                                                                     |
| ROC Ras El Oued            | 0 - 2                 | GC Mascara               | abdaoui 48 , chabbi 85                                                  | à el-berrouaghia .                                                                                                   |
| SA Mohammadia              | 1 - 0 ap              | ASC Ouargla              | radjaa 98 .                                                             | à laghouat |
| NA Hussein Dey             | 0 - 0 ap (4 - 5 tab)  | AS Khroub                | /                                                                       | à bordj bou arréridj                                                                                                 |
| SC Ain Defla               | 0 - 3                 | ESM Kolea                | ait tahar 70, chaouchi , allali                                         | à médea |
| USMM Hadjout               | 3 - 2                 | OMR El Annasser          | khérif 4 , kadai , badni 47 / mekhlouf 12 s pen , ben bouzid 43 .       | à tipaza . |
| MSP Batna                  | 1 - 1 a p (4 - 5 tab) | IRB Maghnia              | alili 95 / belmiloud 120                                                | a tissemssilt |
| NRB Tazouguert             | 0 - 2                 | CR Belouizdad            | baradja 32 ,berguiga 87.                                                | à m'sila |
| USM Sétif                  | 1 - 0                 | ES Béchar                | louadj 86 .                                                             | stade du 13 avril 1958 de saida .                                                                                    |
| NT Souf                    | 0 - 3                 | IRB Sougueur             | djalti 64 , ben aouali 67 , bourahla 80                                 | à magra . |
| MC Mekhadma                | 2 - 4                 | RC Kouba                 | guerab 29 ,berrabah 33 / sako 18 , bouzama 50 , yahia cherif 54 , 84 .  | stade opow el-alia de biskra .                                                                                       |
| CS Constantine             | 2 - 3                 | CC Rouina                | dob 51 , boulendais 90 s pen / loula abdelkrim 17 , 88 , bradia 38 .    | à sour el-ghozlane .                                                                                                 |
| IRB Ain Dhab               | 0 - 9                 | MC Alger                 | belkheir 24, 25 , 41 , boumachra 39 , 47 , 64 , 76 , 80 , babouche 70 . | à oued r'hiou |
| USM Alger                  | 1 - 2 ap              | Paradou AC               | ammour 93 / maidi 10 , 106 .                                            | à kouba . |
| US Remchi                  | 1 - 0                 | NRB Chreà                | rahou 51                                                                | à el-harrach |
| USM Annaba                 | 3 - 0                 | ES Souk Ahras            | el-hadi adel 42 , fatiga 48 , meghout 92 .                              | Stade Souidani Boudjemaa - Guelma                                                                                    |
| WM Tebessa                 | 0 - 2                 | WAB Tissemsilt           | ?                                                                       | - match décalé : joué le vendredi 16 janvier 2009 a 14h 30 à bordj bou arréridj .                                    |
| CA Batna                   | 8 - 0                 | MB Baidha                | ?                                                                       | match décalé joué le vendredi 16 janvier 2009 à 14h 30 .                                                             |
| IRB El Hadjar              | 1 - 3                 | JS Djijel                | khalfallah / lourci 21 , benchouib , bourad .                           | - match retard : joué le lundi 19 janvier 2009 à el-khroub .                                                         |
| USM Blida                  | 2 - 1                 | JSM Bejaïa               | zenouchi 6 , hamidi 17 / n'djeng 62 .                                   | match retard joué le lundi 26 janvier 2009 a Tizi Ouzou - Stade du 1er-Novembre (match télévisé sur canal Algérie) . |

source : cahier spécial championnat et coupe d'Algérie de football 2008-2009 tiré de plusieurs journaux algériens.

## Seizième de finale
Matchs joués le jeudi  22 janvier 2009.a 14h 00 . (31 buts / 16 matchs) .
| Club 1        | résultats         | Club 2         | buteurs                                                                                  | Stade                                  |
| ------------- | ----------------- | -------------- | ---------------------------------------------------------------------------------------- | -------------------------------------- |
| USM Annaba    | 1 - 0 ap          | O.Arzew "3"    | belhadj 103                                                                              | Alger - Stade Omar-Hamadi              |
| WA Tlemcen    | 4 - 2 ap          | AS Khroub      | djalit 13 , benmoussa 65 , ghezali 105 , 115 / naamoune 40 , 48 .                        | Alger - Stade du 20-Août               |
| ES Guelma     | 0 - 0ap (tab 3-5) | IRB Maghnia    | /                                                                                        | El Harrach - Stade du 1er-Novembre     |
| ES Mostaganem | 1 - 0             | IRB Sougueur   | beloufa 85                                                                               | Relizane - Stade Zouggari Tahar        |
| US Remchi     | 0 - 1             | USM Sétif      | achacha 92                                                                               | Ain Defla - Stade Abdelkader-Khellal   |
| USMM Hadjout  | 2 - 5 ap          | CA Batna       | keday 27 , badni 88 / messaadia 27 , lemouadaa 52 ,rouaighia 103 , 113 , boukhlouf 120 . | stade 20 aout 55 de bordj bou arréridj |
| ESM Kolea     | 0 - 1             | MC Oran (D2)   | belghomari safi 92                                                                       | Oued Rhiou - Stade Communal            |
| CR Belouizdad | 0-0 ap (tab 4-1)  | MC Alger       | /                                                                                        | Tizi Ouzou - Stade du 1er-novembre     |
| GC Mascara    | 1 - 0             | WAB Tissemsilt | chabbi 61 .                                                                              | Mostaganem - Stade Benslimane          |

Matchs joué le vendredi  23 janvier 2009.a 14h 30 .
| Club 1        | Résultat           | Club 2                | buteurs                                             | Stade                                         |
| ------------- | ------------------ | --------------------- | --------------------------------------------------- | --------------------------------------------- |
| MC El Eulma   | 1 - 0              | E Collo               | ?                                                   | a mila                                        |
| CC Rouina     | 0 - 1              | SA Mohammadia         | benyattou 83                                        | Oued Rhiou - Stade Communal                   |
| ES Ben Aknoun | 2 - 2 ap (tab 6-5) | JSM Skikda            | kaboul 1 ,boukeroua 98 / boumédiene 30, nasri 117 . | stade du 20 aout 1955 de bordj bou arréridj . |
| RC Kouba      | 0 - 1              | ASO Chlef             | messaoud 26 .                                       | Koléa - Stade OPOW                            |
| MC Saïda      | 0 - 1              | ES Sétif              | djediat 71 s pen                                    | Alger - Stade du 20-Août                      |
| JS Djijel     | 0 - 1              | CA Bordj Bou Arreridj | Mansour 52 .                                        | Sétif - Stade du 8-Mai-1945                   |

Matchs joué le lundi  2 février 2009.
| Club 1     | Résultat | Club 2    | buteurs                                              | Stade              |
| ---------- | -------- | --------- | ---------------------------------------------------- | ------------------ |
| Paradou AC | 1 - 3    | USM Blida | touati 31 / abdellali 18 , 44 , etziechel 77 s pen . | Koléa - Stade OPOW |

## Huitièmes de finale
Matchs joués les  jeudi  5 février et le vendredi  6 février 2009.(16 buts / 8 matchs)
| Club 1                     | Résultat               | Club 2             | buteurs                                                     | date et lieu                                                      | Références |
| -------------------------- | ---------------------- | ------------------ | ----------------------------------------------------------- | ----------------------------------------------------------------- | ---------- |
| CR Belouizdad (D1)         | 1 - 0                  | CA Batna (D2)      | Harizi 61'                                                  | le 5 février 2009 a 14h 00 : , Stade du 8-Mai-1945 (Sétif)        | Rapport    |
| MC Oran (D2)               | 0 - 1                  | MC El Eulma (D1)   | Mongollo 77'                                                | le 5 février a 14h 00 Stade Omar-Hamadi (Alger)                   | Rapport    |
| ASO Chlef (D1)             | 1 - 2                  | WA Tlemcen (D2)    | Mohamed Messaoud 62' / Tebbal 26', Ghazali 81'              | le 5 février 2009 a 14h 00 :,Stade de l'Unité Africaine (Mascara) | Rapport    |
| CA Bordj Bou Arreridj (D1) | 4 - 1                  | ES Mostaganem (D2) | Hechoud 37', 71', Bouharbit 44', Bitam 63' / Boulemdais 81' | le 5 février a 14h00 , Stade Rebbouh (Mouzaia)                    | Rapport    |
| USM Sétif (D2)             | 1 - 1 ap (3 - 4 t.a.b) | ES Ben Aknoun (D5) | Messaoudi 50' / Belhimous 66'                               | le 5 février a 14h 00., 1er-Novembre-1954 (Tizi Ouzou)            | Rapport    |
| IRB Maghnia (D3)           | 0 - 1 a.p.             | SA Mohamadia (D2)  | Denni 94'                                                   | le 5 février a 14h00:Stade des frères Amarouche (Sidi Bel Abbès)  | Rapport    |
| GC Mascara(D3)             | 0 - 2 a.p.             | USM Annaba (D1)    | Hadi Adel 116', Fadiga 117'                                 | le vendredi 6 février a 14h 30 ; Stade du 20-Août-1955 (Alger)    | Rapport    |
| USM Blida (D1)             | 0 - 1                  | ES Sétif (D1)      | Benchadi 30'                                                | le 8 février a 14h 00 ,Stade du 20-Août-1955 (Alger)              | Rapport    |

## Quarts de finale
Matchs joués le jeudi  26 mars 2009 a 15h .(10 buts / 4 matches)
| Club 1        | Résultat               | Club 2                | buteurs                                                       | date et lieu                                              | Références |
| ------------- | ---------------------- | --------------------- | ------------------------------------------------------------- | --------------------------------------------------------- | ---------- |
| MC El Eulma   | 0 - 1 a.p.             | CA Bordj Bou Arreridj | hachoud 113                                                   | jeudi 26 mars 2009.au Stade Chahid-Hamlaoui (Constantine) | Rapport    |
| ES Ben Aknoun | 1 - 4                  | ES Sétif              | belhaimouz 70 / hemiani 2 , 47 , bouaza 51 s pen , souguer 66 | jeudi 26 mars 2009 au Stade du 20-Août-1955 (Alger)       | Rapport    |
| USM Annaba    | 2 - 0                  | SA Mohamadia          | bouguera 45 , boudar 71 .                                     | jeudi 26 mars au Stade Mustapha-Tchaker (Blida)           | Rapport    |
| WA Tlemcen    | 1 - 1 ap (2 - 3 t.a.b) | CR Belouizdad         | ghazali 90 / bachiri csc 40 .                                 | vendredi 27 mars 2009 au Stade Taher-Zougari (Relizane)   | Rapport    |

## Demi-finales
Matchs joués le jeudi  23 avril 2009.a 15h (3buts / 2 matchs) .
| Club 1                | Résultat        | Club 2     | buteurs                  | Stade                            | Références |
| --------------------- | --------------- | ---------- | ------------------------ | -------------------------------- | ---------- |
| CR Belouizdad         | 1-0             | USM Annaba | fenier 86 .              | stade 8 mai 1945 de sétif        | Rapport    |
| CA Bordj Bou Arreridj | 1-1ap (tab 4-3) | ES Sétif   | bouharbit 89 / metref 28 | stade 1er novembre 1954 de batna | Rapport    |

## Finale
Match joué le jeudi 21 mai 2009.
| Club 1        | Résultat            | Club 2                | Date, heure             | Stade                          |
| ------------- | ------------------- | --------------------- | ----------------------- | ------------------------------ |
| CR Belouizdad | 0 - 0 (2 - 1 t.a.b) | CA Bordj Bou Arreridj | 21 mai 2009, 16 h GMT+1 | Stade Mustapha-Tchaker (Blida) |

### Feuille du match
| Finale de Coupe d'Algérie 2008-2009 | CR Belouizdad | 0 - 0   | CA Bordj Bou Arreridj | Stade Mustapha-Tchaker - Blida                                                 |                                                                                |
| 21 mai 2009 16 h 00 GMT+1           | · Mammeri 65e · Boukedjane 69e · Herida 95e |         | · Belouahem 42e · Mohamed Rabah 88e | Spectateurs : 30 000 Arbitrage : Mohamed Benouza Assisant : Meknous Belfakroun | Spectateurs : 30 000 Arbitrage : Mohamed Benouza Assisant : Meknous Belfakroun |
| 21 mai 2009 16 h 00 GMT+1           | Rapport |         | | Spectateurs : 30 000 Arbitrage : Mohamed Benouza Assisant : Meknous Belfakroun | Spectateurs : 30 000 Arbitrage : Mohamed Benouza Assisant : Meknous Belfakroun |
| 21 mai 2009 16 h 00 GMT+1           | -Mammeri -Bendahmane -Herida -Boukedjane -Lahmar -Somian -Berradja -Nebié (-Harizi -Gherbi 86e )(-Aït Ouamar -Bey 55e )-(-Bey -Benabdellah 106e ) Entraïneur : Henkouche. | Équipes | -Kial -(-Houari -Rouane 76e ) -Loucif -Linares -Belouahem -(-Mansour -Essomba 61e ) -Mohamed Rabah -Bakha -(-Bitam -Illoul 84e ) -Hachoud -Bouharbit Entraîneur : Yaiche | Spectateurs : 30 000 Arbitrage : Mohamed Benouza Assisant : Meknous Belfakroun | Spectateurs : 30 000 Arbitrage : Mohamed Benouza Assisant : Meknous Belfakroun |

| |  |  |  |
| \| Coupe d'Algérie de Football Vainqueur 2009 \| \| ------------------------------------------ \| \| CR Belouizdad 6e titre \| |  |  |  |
| Coupe d'Algérie de Football Vainqueur 2009                                                                                     |  |  |  |
| CR Belouizdad 6e titre |  |  |  |